# Krasny (Smolensk)
Krasny (ruso: Кра́сный) es un asentamiento de tipo urbano de Rusia, capital del raión homónimo en la óblast de Smolensk.
En 2021, el territorio del asentamiento tenía una población de 4150 habitantes, de los cuales 4051 vivían en el propio asentamiento y el resto repartidos en sus seis pedanías.
Se conoce la existencia del asentamiento en documentos desde 1165, cuando el Códice de Hipacio menciona que David Rostislávich, hijo de Rostislav I de Kiev, dio el asentamiento de "Krasn" o "Krasen" a su sobrino Román de Vítebsk. A partir del siglo XIV fue una zona en disputa entre los grandes ducados de Lituania y Moscú, hasta que en 1654 los polaco-lituanos entregaron el control permanente del área al Zarato ruso, que desde 1708 lo incluyó en la gobernación de Smolensk. Desde 1775 fue capital de su propio uyezd y en 1776 se le reconoció el estatus urbano. En 1812 tuvo lugar aquí la batalla de Krasnoi, en la que la Grande Armée sufrió una notable derrota. Al crearse la Óblast Occidental en 1929, Krasni pasó a ser una de sus capitales distritales, pero perdió su estatus urbano, que recuperaría en 1965.
Se ubica en una zona rural próxima a la frontera con Bielorrusia, a medio camino entre Smolensk y Dubrovna.

## Clima
| Parámetros climáticos promedio de Krasni | Parámetros climáticos promedio de Krasni | Parámetros climáticos promedio de Krasni | Parámetros climáticos promedio de Krasni | Parámetros climáticos promedio de Krasni | Parámetros climáticos promedio de Krasni | Parámetros climáticos promedio de Krasni | Parámetros climáticos promedio de Krasni | Parámetros climáticos promedio de Krasni | Parámetros climáticos promedio de Krasni | Parámetros climáticos promedio de Krasni | Parámetros climáticos promedio de Krasni | Parámetros climáticos promedio de Krasni | Parámetros climáticos promedio de Krasni |
| Mes                                      | Ene.                                     | Feb.                                     | Mar.                                     | Abr.                                     | May.                                     | Jun.                                     | Jul.                                     | Ago.                                     | Sep.                                     | Oct.                                     | Nov.                                     | Dic.                                     | Anual                                    |
| ---------------------------------------- | ---------------------------------------- | ---------------------------------------- | ---------------------------------------- | ---------------------------------------- | ---------------------------------------- | ---------------------------------------- | ---------------------------------------- | ---------------------------------------- | ---------------------------------------- | ---------------------------------------- | ---------------------------------------- | ---------------------------------------- | ---------------------------------------- |
| Temp. máx. media (°C)                    | -4.1                                     | -3.3                                     | 2.3                                      | 11.2                                     | 17.4                                     | 20.7                                     | 23.1                                     | 21.8                                     | 16.1                                     | 8.8                                      | 2.7                                      | -1.3                                     | 9.6                                      |
| Temp. media (°C)                         | -6.1                                     | -5.7                                     | -1.1                                     | 6.7                                      | 13.2                                     | 16.8                                     | 19.2                                     | 17.9                                     | 12.5                                     | 6.2                                      | 1.0                                      | -3.1                                     | 6.5                                      |
| Temp. mín. media (°C)                    | -8.5                                     | -8.7                                     | -4.8                                     | 1.7                                      | 8.0                                      | 11.9                                     | 14.6                                     | 13.6                                     | 8.7                                      | 3.5                                      | -1.0                                     | -5.0                                     | 2.8                                      |
| Precipitación total (mm)                 | 53                                       | 47                                       | 46                                       | 48                                       | 76                                       | 84                                       | 98                                       | 78                                       | 64                                       | 67                                       | 57                                       | 51                                       | 769                                      |
| Fuente:                                  |                                          |                                          |                                          |                                          |                                          |                                          |                                          |                                          |                                          |                                          |                                          |                                          |                                          |